# ラーマニャ・コラム
ラーマニャ・コラム（ビルマ語: ရာမညစစ်ကြောင်း、英語: Ramonya Column）は、ミャンマー南部で活動するモン族武装組織の統一戦線である。同部隊は2025年1月19日、軍事政権 と対決している新モン州党反独裁派 (NMSP-AD)・ モン解放軍 (MLA)・ モン州革命隊 (MSRF)・ モン州防衛隊  (MSDF)により結成された。これらの4組織は2024年12月19日の会合において初めて統一に合意した。同部隊の目的は、モン州で活動する分散した抵抗組織を統一することである
。

## 成立背景
2021年ミャンマークーデター後、新モン州党（NMSP）は全国停戦合意（NCA）の枠組みにとどまる意思を示した。その後、政治組織ではモン州連邦評議会 （MSFC）や国民民主連盟（NLD）主体のモン州諮問評議会（MSCC）、武装組織ではMLA、MSDF、MSRFなどモン族の抵抗勢力が複数誕生することとなった。
2024年2月、NMSPの指導部に反発した勢力が分裂し、NMSP-ADを結成した。
同年4月7日、MSFCはMSDFおよびMSRFと同盟を締結した。同月22日にはNMSP-ADとMSFCが政治・軍事的に協力することが確認された。
2024年10月、MLA、NMSP-AD、MSDF、MSRFの4組織がMSFCの指導下で協力を進めていることが明らかになった。同年12月18日には4組織が共同作戦を行うことで合意した。

## 編制・指揮系統
各組織はそれぞれ25名ずつの兵士を送り込み、合同部隊を編制している。これは、異なる組織が統一指揮下で協力できるかを確認する試みである。ラーマニャ・コラムの指揮は、参加する4つの組織それぞれから選ばれた代表者2名ずつで構成される合同指揮委員会によって運営される。ただし、最高位の指揮官はNMSP-ADから選ばれている。